# Décès en septembre 1947
Décès
- 1943
- 1944
- 1945
- 1946
- 1947
- 1948
- 1949
- 1950
- 1951

Pour une information complémentaire, voir la page d'aide.

| Date         | Nom            | Pays                   | Activités                      | Âge | Source |
| ------------ | -------------- | ---------------------- | ------------------------------ | --- | ------ |
| 5 septembre  | William Graham | Drapeau de l'Irlande   | Hockeyeur sur gazon irlandais. | 61  |        |
| 26 septembre | Hugh Lofting   | Drapeau du Royaume-Uni | Écrivain britannique.          | 61  |        |